# Ступино (городской округ)
Городско́й о́круг Сту́пино — муниципальное образование на юге Московской области России, соответствующее по административно-территориальному делению городу областного подчинения Сту́пино с административной территорией.
Административный центр — город Ступино.
До 2017 года — Ступинский район, административно-территориальная единица (район) и муниципальное образование (муниципальный район). 6 июня 2017 года Ступинский муниципальный район был преобразован в городской округ Ступино. 8 июля 2017 года Ступинский административный район был преобразован в город областного подчинения Ступино с административной территорией.

## Физико-географическая характеристика

### Географическое положение

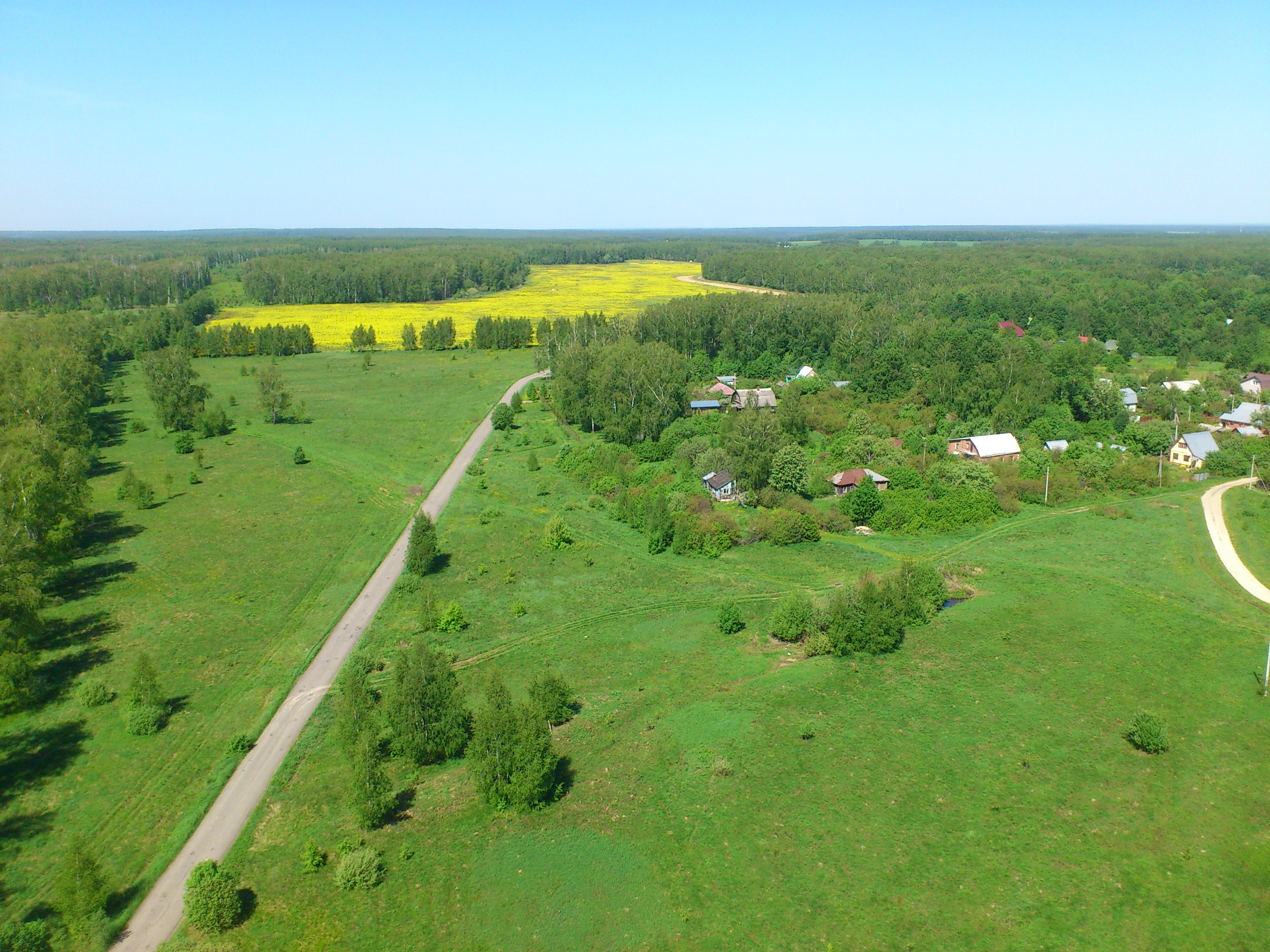
Пейзаж Ступинского района

Территория городского округа Ступино Московской области расположена на западе России, в Европейской части страны. В пределах Евразии городской округ расположен на западе крупной физико-географической страны Восточно-Европейская равнина; в центральной части зоны смешанных и широколиственных лесов, для района характерны также сосновые леса. В пределах описываемой территории ПТК более мелкого ранга — провинция — Москворецко-Окская моренно-эрозионная равнина, на юго-востоке которой расположен городской округ Ступино.
Площадь городского округа около 1,7 тыс. км2, протяжённость с севера на юг составляет порядка 53 км (от 55° 16' 49" до 54° 50' 30" с. ш.), с запада на восток — 54,4 км (от 37° 41' 49" до 38° 27' 46" в. д.). Относительно территории Московской области городской округ расположен в её южной части. На юго-западе граничит с Серпуховским муниципальным районом, на западе — с городским округом Чехов, на северо-западе — с городским округом Домодедово, на севере — с Раменским муниципальным районом, на северо-востоке — с Воскресенским муниципальным районом, на востоке — с Коломенским городским округом, на юго-востоке — с городским округом Озёры, на юге — с городским округом Кашира Московской области. Также на юге на небольшом протяжении (около 4 км) городской округ Ступино граничит с Ясногорским муниципальным районом Тульской области.
Городской округ Ступино наряду с Серпуховским муниципальным районом и городским округом Озёры Московской области занимает самое южное положение в пределах Москворецко-Окской моренно-эрозионной равнины.
Основные реки — Ока, Каширка, Лопасня, Городенка, Северка.

## История
Ступинский район был образован 3 июня 1959 года из территории, подчинённой городу Ступино и части упразднённого Михневского района. В состав района первоначально вошли рабочие посёлки Михнево и Жилёво, а также сельсоветы Больше-Алексеевский, Городищинский, Дубневский, Ивановский, Колединский, Крутышкинский, Кузьминский, Лапинский, Леонтьевский, Лужниковский, Малинский, Мещеринский, Новоселковский, Сафроновский, Семеновский, Ситне-Щелкановский, Староситненский и Старинский.
2 июля 1959 года из Подольского района в Ступинский был передан Татариновский с/с. 31 июля был упразднён Крутышкинский с/с. 26 декабря Лапинский с/с был переименован в Хатунский.
20 августа 1960 года были упразднены Колединский и Семеновский с/с. Леонтьевский с/с был переименован в Алфимовский.
31 июля 1962 года был упразднён Сафроновский с/с.
1 февраля 1963 года Ступинский район был упразднён, а его территория передана в Ступинский укрупнённый сельский район.
13 января 1965 года Ступинский сельский район преобразован в Ступинский район (Указ Президиума Верховного совета РСФСР) (Ведомости Верховного Совета РСФСР. — 1965. — № 3 (329) от 18 января. — С. 68-71).
1 апреля 1966 года Старинский с/с был переименован в Аксиньинский.
5 апреля 1967 года был образован Леонтьевский с/с.
4 апреля 1973 года был образован Семёновский с/с.
12 февраля 1987 года был образован р.п. Малино, упразднён Малинский с/с и образован Березнецовский с/с.
3 февраля 1994 года сельсоветы были преобразованы в сельские округа.
1 февраля 2001 года город Ступино утратил статус города областного подчинения (Закон Московской области от 17 января 2001 года № 12/2001-ОЗ, «Подмосковные известия», № 20, 01.02.2001).
15 марта 2004 года рабочий поселок Приокск Московской области объединен с городом Ступино (Постановление Губернатора Московской области от 15 марта 2004 года № 33-ПГ, «Информационный вестник Правительства МО», № 4, 26.04.2004).
К 2005 году Ступинский район включал следующие сельские округа: Аксиньинский сельский округ, Алфимовский сельский округ, Березнецовский сельский округ, Большеалексеевский сельский округ, Городищенский сельский округ, Дубневский сельский округ, Ивановский сельский округ, Кузьминский сельский округ, Леонтьевский сельский округ, Лужниковский сельский округ, Мещеринский сельский округ, Новосёлковский сельский округ, Семёновский сельский округ, Ситне-Щелкановский сельский округ, Староситненский сельский округ, Татариновский сельский округ и Хатунский сельский округ.
В Ступинском муниципальном районе до 9 июня 2017 года было 4 городских и 3 сельских поселения:
| № | Городские и сельские поселения  | Административный центр  | Количество населённых пунктов | Население | Площадь, км2 |
| - | ------------------------------- | ----------------------- | ----------------------------- | --------- | ------------ |
| 1 | Городское поселение Жилёво      | рабочий посёлок Жилёво  | 24                            | ↗7983     | 156,08       |
| 2 | Городское поселение Малино      | рабочий посёлок Малино  | 29                            | ↘7396     | 250,75       |
| 3 | Городское поселение Михнево     | рабочий посёлок Михнево | 21                            | ↘15 539   | 110,28       |
| 4 | Городское поселение Ступино     | город Ступино           | 45                            | ↘75 476   | 457,83       |
| 5 | Сельское поселение Аксиньинское | село Аксиньино          | 41                            | ↘6836     | 282,17       |
| 6 | Сельское поселение Леонтьевское | деревня Леонтьево       | 37                            | ↘2863     | 174,32       |
| 7 | Сельское поселение Семёновское  | село Семёновское        | 41                            | ↗5239     | 276,30       |

6 июня 2017 года в границах упразднённого муниципального образования Ступинский муниципальный район было образовано новое единое муниципальное образование  городской округ Ступино. Все ранее входящие в муниципальный район сельские и городские поселения упразднены.
14 июня 2017 года рабочие поселки Жилево, Малино и Михнево отнесены в административное подчинение городу Ступино (Постановление Губернатора Московской области от 14 июня 2017 года № 276-ПГ, Официальный Интернет-портал Правительства Московской области http://www.mosreg.ru, 14.06.2017).
23 июня 2017 года упразднены сельские поселения Аксиньинское, Леонтьевское и Семеновское (Постановление Губернатора Московской области от 23 июня 2017 года № 296-ПГ, Официальный Интернет-портал Правительства Московской области http://www.mosreg.ru, 23.06.2017).
8 июля 2017 года административно-территориальная единица Ступинский район преобразовано в город областного подчинения Ступино с административной территорией.

## Население
| 1959     | 1970     | 1979     | 1989     | 2002     | 2006     | 2009     | 2010     | 2011     |
| -------- | -------- | -------- | -------- | -------- | -------- | -------- | -------- | -------- |
| 57 098   | ↗57 814  | ↘52 169  | ↘49 439  | ↗116 007 | ↗121 836 | ↘117 504 | ↗119 282 | ↗119 499 |
| 2012     | 2013     | 2014     | 2015     | 2016     | 2017     | 2018     | 2019     | 2020     |
| →119 499 | ↘119 028 | ↗119 190 | ↗120 121 | ↗121 070 | ↗121 332 | ↘121 135 | ↘120 936 | ↘120 092 |
| 2021     | 2023     | 2024     |          |          |          |          |          |          |
| ↘118 691 | ↘118 268 | ↘118 129 |          |          |          |          |          |          |

Население района — 121,3 тыс. человек, в том числе в городских условиях проживают 84,2 тыс. человек. На территории Ступинского муниципального района находятся один город (Ступино), 3 посёлка городского типа (Жилёво, Малино, Михнево), 250 сельских населённых пунктов.

### Национальный состав
По итогам переписи населения 2020 года проживали следующие национальности (национальности менее 0,1 % и другое, см. в сноске к строке «Другие»):
| Национальность | Численность, чел. | Доля     |
| -------------- | ----------------- | -------- |
| Русские        | 104 742           | 88,25 %  |
| Узбеки         | 830               | 0,70 %   |
| Таджики        | 700               | 0,59 %   |
| Украинцы       | 575               | 0,48 %   |
| Армяне         | 497               | 0,42 %   |
| Татары         | 415               | 0,35 %   |
| Мордва         | 179               | 0,15 %   |
| Белорусы       | 159               | 0,13 %   |
| Молдаване      | 121               | 0,10 %   |
| Другие         | 10 473            | 8,83 %   |
| Итого          | 118 691           | 100,00 % |

## Населённые пункты
| №   | Населённый пункт     | Тип     | Население | бывшее муниципальное образование |
| --- | -------------------- | ------- | --------- | -------------------------------- |
| 1   | 2-я Пятилетка        | деревня | →0        | сельское поселение Леонтьевское  |
| 2   | Авдотьино            | село    | ↘75       | сельское поселение Аксиньинское  |
| 3   | Авдотьино            | деревня | ↘7        | сельское поселение Семёновское   |
| 4   | Авдулово-1           | село    | ↗11       | сельское поселение Леонтьевское  |
| 5   | Авдулово-2           | деревня | ↗5        | сельское поселение Леонтьевское  |
| 6   | Агарино              | деревня | ↗18       | сельское поселение Семёновское   |
| 7   | Акатово              | деревня | →0        | сельское поселение Аксиньинское  |
| 8   | Аксиньино            | село    | ↗638      | сельское поселение Аксиньинское  |
| 9   | Аксинькино           | деревня | ↗16       | городское поселение Ступино      |
| 10  | Алеево               | деревня | ↗54       | городское поселение Ступино      |
| 11  | Алеево-2             | деревня | ↗5        | городское поселение Ступино      |
| 12  | Алешково             | деревня | ↗12       | городское поселение Ступино      |
| 13  | Алфимово             | деревня | ↘1381     | сельское поселение Леонтьевское  |
| 14  | Ананьино             | деревня | ↗19       | сельское поселение Семёновское   |
| 15  | Антипино             | деревня | ↗18       | сельское поселение Семёновское   |
| 16  | Бабеево              | деревня | ↗12       | городское поселение Малино       |
| 17  | Байдиково            | деревня | ↗22       | городское поселение Жилёво       |
| 18  | Батайки              | село    | ↗23       | городское поселение Ступино      |
| 19  | Бекетово             | деревня | ↗16       | сельское поселение Семёновское   |
| 20  | Белыхино             | деревня | ↘2        | сельское поселение Аксиньинское  |
| 21  | Березнецово          | село    | ↘1209     | городское поселение Малино       |
| 22  | Березня              | деревня | ↗16       | городское поселение Жилёво       |
| 23  | Беспятово            | деревня | ↘288      | сельское поселение Аксиньинское  |
| 24  | Бессоново            | деревня | ↘4        | сельское поселение Аксиньинское  |
| 25  | Благовское           | деревня | →0        | сельское поселение Аксиньинское  |
| 26  | Боброво              | деревня | ↘53       | сельское поселение Аксиньинское  |
| 27  | Большое Алексеевское | село    | ↗1449     | сельское поселение Аксиньинское  |
| 28  | Большое Лупаково     | деревня | ↘4        | сельское поселение Леонтьевское  |
| 29  | Большое Скрябино     | село    | ↘4        | сельское поселение Аксиньинское  |
| 30  | Бортниково           | село    | ↘34       | городское поселение Малино       |
| 31  | Буньково             | деревня | →0        | сельское поселение Аксиньинское  |
| 32  | Бурцево              | деревня | ↗16       | городское поселение Малино       |
| 33  | Вальцово             | деревня | ↗35       | городское поселение Ступино      |
| 34  | Василево             | деревня | ↘2        | сельское поселение Аксиньинское  |
| 35  | Васильевское         | село    | ↘37       | городское поселение Малино       |
| 36  | Васьково             | деревня | ↘17       | сельское поселение Леонтьевское  |
| 37  | Вельяминово          | посёлок | ↗237      | городское поселение Михнево      |
| 38  | Верзилово            | село    | ↗5982     | городское поселение Жилёво       |
| 39  | Верховлянь           | село    | ↘3        | сельское поселение Леонтьевское  |
| 40  | Вихорна              | село    | ↘6        | городское поселение Ступино      |
| 41  | Владимирово          | деревня | ↘9        | сельское поселение Леонтьевское  |
| 42  | Возрождение          | деревня | ↗17       | городское поселение Жилёво       |
| 43  | Возцы                | деревня | →0        | городское поселение Ступино      |
| 44  | Волково              | деревня | →0        | сельское поселение Леонтьевское  |
| 45  | Воскресенки          | село    | ↗97       | городское поселение Ступино      |
| 46  | Гладково             | деревня | ↘3        | городское поселение Ступино      |
| 47  | Глебово              | деревня | ↗1        | городское поселение Малино       |
| 48  | Головлино            | деревня | ↘5        | городское поселение Ступино      |
| 49  | Голочелово           | село    | →0        | сельское поселение Аксиньинское  |
| 50  | Горки                | деревня | ↘13       | сельское поселение Семёновское   |
| 51  | Горностаево          | деревня | ↗1        | сельское поселение Леонтьевское  |
| 52  | Городище             | деревня | ↗1256     | городское поселение Ступино      |
| 53  | Городня              | село    | ↘29       | сельское поселение Аксиньинское  |
| 54  | Госконюшня           | деревня | ↗65       | сельское поселение Леонтьевское  |
| 55  | Гридьково            | деревня | ↘4        | сельское поселение Семёновское   |
| 56  | Гридюкино            | деревня | ↗23       | сельское поселение Семёновское   |
| 57  | Грызлово             | деревня | ↗34       | сельское поселение Семёновское   |
| 58  | Дворяниново          | деревня | ↗12       | городское поселение Жилёво       |
| 59  | Девяткино            | деревня | ↘141      | городское поселение Малино       |
| 60  | Дорки                | деревня | ↗22       | сельское поселение Леонтьевское  |
| 61  | Дорожники            | деревня | ↘24       | городское поселение Жилёво       |
| 62  | Дубечино             | деревня | ↘22       | сельское поселение Семёновское   |
| 63  | Дубнево              | деревня | ↘1394     | городское поселение Малино       |
| 64  | Еганово              | село    | →6        | сельское поселение Леонтьевское  |
| 65  | Жилёво               | пгт     | ↘1940     | городское поселение Жилёво       |
| 66  | Жилёво               | деревня | →0        | городское поселение Жилёво       |
| 67  | Забелино             | деревня | ↗12       | городское поселение Жилёво       |
| 68  | Заворыкино           | деревня | ↗13       | сельское поселение Семёновское   |
| 69  | Залуги               | деревня | ↗6        | сельское поселение Семёновское   |
| 70  | Занкино              | село    | ↘13       | сельское поселение Аксиньинское  |
| 71  | Захарово             | деревня | ↘6        | сельское поселение Леонтьевское  |
| 72  | Зевалово             | деревня | ↘41       | сельское поселение Аксиньинское  |
| 73  | Зыбино               | деревня | ↘2        | городское поселение Ступино      |
| 74  | Ивановское           | деревня | ↗24       | городское поселение Жилёво       |
| 75  | Ивановское           | село    | ↗1455     | сельское поселение Семёновское   |
| 76  | Ивантеево            | деревня | ↘5        | сельское поселение Леонтьевское  |
| 77  | Иван-Теремец         | село    | ↗115      | городское поселение Жилёво       |
| 78  | Игнатьево            | деревня | ↗20       | городское поселение Малино       |
| 79  | Кабужское            | деревня | ↗12       | городское поселение Ступино      |
| 80  | Каверино             | деревня | ↘13       | городское поселение Михнево      |
| 81  | Калянино             | деревня | ↘6        | сельское поселение Семёновское   |
| 82  | Каменищи             | деревня | ↗19       | сельское поселение Семёновское   |
| 83  | Каменка              | деревня | ↗16       | городское поселение Малино       |
| 84  | Каменка              | село    | →4        | городское поселение Ступино      |
| 85  | Каменка              | посёлок | ↘4        | сельское поселение Аксиньинское  |
| 86  | Канищево             | деревня | ↗14       | сельское поселение Семёновское   |
| 87  | Кануново             | деревня | ↗23       | городское поселение Жилёво       |
| 88  | Карпово              | деревня | ↗352      | сельское поселение Аксиньинское  |
| 89  | Кишкино              | деревня | →1        | городское поселение Михнево      |
| 90  | Киясово              | село    | ↗243      | городское поселение Жилёво       |
| 91  | Колдино              | деревня | ↗17       | городское поселение Ступино      |
| 92  | Коледино             | деревня | ↗19       | сельское поселение Леонтьевское  |
| 93  | Колычево             | село    | ↗191      | городское поселение Жилёво       |
| 94  | Колычево             | деревня | →5        | сельское поселение Семёновское   |
| 95  | Колюпаново           | деревня | ↗17       | городское поселение Ступино      |
| 96  | Кондрево             | село    | ↗3        | городское поселение Ступино      |
| 97  | Константиновское     | село    | ↘194      | городское поселение Михнево      |
| 98  | Короськово           | село    | ↗13       | городское поселение Михнево      |
| 99  | Костомарово          | деревня | ↘14       | сельское поселение Леонтьевское  |
| 100 | Кочкорево            | деревня | ↘9        | городское поселение Малино       |
| 101 | Кошелевка            | село    | ↘56       | городское поселение Малино       |
| 102 | Кошелевка            | деревня | ↗6        | городское поселение Ступино      |
| 103 | Кравцово             | деревня | ↗23       | сельское поселение Семёновское   |
| 104 | Крапивня             | деревня | ↘12       | городское поселение Малино       |
| 105 | Красный Котельщик    | деревня | →47       | сельское поселение Леонтьевское  |
| 106 | Кременье             | село    | →19       | городское поселение Ступино      |
| 107 | Кубасово             | деревня | ↗34       | сельское поселение Семёновское   |
| 108 | Кузьмино             | село    | ↗26       | городское поселение Михнево      |
| 109 | Кунавино             | деревня | ↘0        | городское поселение Михнево      |
| 110 | Куртино              | село    | ↘39       | городское поселение Ступино      |
| 111 | Лаврентьево          | деревня | ↘0        | городское поселение Малино       |
| 112 | Ламоново             | деревня | ↘1        | сельское поселение Аксиньинское  |
| 113 | Лапино               | деревня | ↗64       | сельское поселение Семёновское   |
| 114 | Лаптево              | деревня | ↗3        | городское поселение Ступино      |
| 115 | Лаптево              | село    | ↗47       | сельское поселение Аксиньинское  |
| 116 | Леньково             | деревня | ↘9        | городское поселение Михнево      |
| 117 | Леонтьево            | деревня | ↗1091     | сельское поселение Леонтьевское  |
| 118 | Липитино             | село    | ↗134      | городское поселение Малино       |
| 119 | Лобынино             | деревня | ↗16       | городское поселение Малино       |
| 120 | Ловцово              | деревня | ↘0        | городское поселение Жилёво       |
| 121 | Лужники              | село    | ↗1841     | городское поселение Ступино      |
| 122 | Любановка            | деревня | ↗7        | сельское поселение Леонтьевское  |
| 123 | Ляхово               | деревня | ↗1        | сельское поселение Леонтьевское  |
| 124 | Макеево              | деревня | ↘4        | сельское поселение Семёновское   |
| 125 | Малино               | пгт     | ↗3357     | городское поселение Малино       |
| 126 | Малое Алексеевское   | село    | ↗8        | сельское поселение Аксиньинское  |
| 127 | Малое Ивановское     | деревня | →7        | сельское поселение Аксиньинское  |
| 128 | Малое Лупаково       | деревня | ↘0        | сельское поселение Леонтьевское  |
| 129 | Малюшина Дача        | деревня | ↗20       | городское поселение Ступино      |
| 130 | Мартыновское         | село    | ↘28       | сельское поселение Аксиньинское  |
| 131 | Марьинка             | село    | ↘9        | сельское поселение Аксиньинское  |
| 132 | Марьинка             | деревня | ↘2        | сельское поселение Леонтьевское  |
| 133 | Марьинское           | деревня | ↗26       | городское поселение Михнево      |
| 134 | Матвейково           | деревня | ↗65       | городское поселение Ступино      |
| 135 | Матюково             | деревня | ↗20       | городское поселение Малино       |
| 136 | Медведево            | деревня | ↘0        | сельское поселение Леонтьевское  |
| 137 | Мещерино             | село    | ↘3923     | сельское поселение Аксиньинское  |
| 138 | Милино               | деревня | ↗12       | сельское поселение Аксиньинское  |
| 139 | Миняево              | деревня | →0        | сельское поселение Аксиньинское  |
| 140 | Михнево              | пгт     | ↘11 279   | городское поселение Михнево      |
| 141 | Мурзино              | деревня | ↗6        | городское поселение Жилёво       |
| 142 | Мышенское            | село    | ↘20       | сельское поселение Семёновское   |
| 143 | Мякинино             | деревня | ↘39       | сельское поселение Леонтьевское  |
| 144 | Мясищево             | деревня | →0        | сельское поселение Аксиньинское  |
| 145 | Мясное               | деревня | ↗53       | городское поселение Михнево      |
| 146 | Назарово             | деревня | ↘3        | сельское поселение Семёновское   |
| 147 | Нефедьево            | село    | ↘6        | сельское поселение Аксиньинское  |
| 148 | Нивки                | деревня | ↗12       | городское поселение Ступино      |
| 149 | Николо-Тители        | деревня | ↘4        | городское поселение Малино       |
| 150 | Никольская Дача      | деревня | ↘8        | городское поселение Михнево      |
| 151 | Новоеганово          | посёлок | ↘96       | сельское поселение Леонтьевское  |
| 152 | Новоселки            | посёлок | ↗56       | городское поселение Жилёво       |
| 153 | Новоселки            | деревня | ↘6        | сельское поселение Аксиньинское  |
| 154 | Новоселки            | село    | ↗13       | сельское поселение Леонтьевское  |
| 155 | Оглоблино            | деревня | ↘0        | сельское поселение Леонтьевское  |
| 156 | Октябрьский          | посёлок | ↗65       | городское поселение Михнево      |
| 157 | Ольгино              | деревня | ↗4        | сельское поселение Семёновское   |
| 158 | Ольховка             | деревня | ↘39       | сельское поселение Семёновское   |
| 159 | Ольхово              | деревня | ↗14       | городское поселение Ступино      |
| 160 | Орехово              | деревня | ↘13       | сельское поселение Леонтьевское  |
| 161 | Орешково             | деревня | ↗8        | сельское поселение Леонтьевское  |
| 162 | Останково            | деревня | ↗33       | городское поселение Малино       |
| 163 | Пасыкино             | деревня | ↗13       | сельское поселение Леонтьевское  |
| 164 | Песочня              | деревня | ↗3        | городское поселение Ступино      |
| 165 | Пестриково           | деревня | ↘2        | городское поселение Малино       |
| 166 | Петрищево            | деревня | →2        | сельское поселение Семёновское   |
| 167 | Петрово              | деревня | ↘194      | городское поселение Жилёво       |
| 168 | Покровское           | село    | ↘7        | сельское поселение Аксиньинское  |
| 169 | Полупирогово         | деревня | ↗1        | сельское поселение Аксиньинское  |
| 170 | Полушкино            | деревня | ↗6        | сельское поселение Семёновское   |
| 171 | Починки              | деревня | ↗28       | городское поселение Ступино      |
| 172 | Починки              | село    | ↗13       | сельское поселение Семёновское   |
| 173 | Привалово            | деревня | →0        | сельское поселение Семёновское   |
| 174 | Проскурниково        | деревня | ↗36       | городское поселение Михнево      |
| 175 | Протасово            | деревня | →7        | сельское поселение Семёновское   |
| 176 | Прудно               | деревня | ↗58       | сельское поселение Семёновское   |
| 177 | Псарёво              | деревня | ↗50       | городское поселение Ступино      |
| 178 | Радужная             | деревня | ↗211      | сельское поселение Аксиньинское  |
| 179 | Разиньково           | село    | ↗19       | городское поселение Михнево      |
| 180 | Родоманово           | деревня | ↗10       | городское поселение Ступино      |
| 181 | Рудины               | деревня | ↗54       | городское поселение Михнево      |
| 182 | Савельево            | деревня | ↘7        | городское поселение Малино       |
| 183 | Савино               | деревня | ↗52       | городское поселение Ступино      |
| 184 | Сайгатово            | деревня | ↘0        | городское поселение Ступино      |
| 185 | Сапроново            | село    | ↘43       | сельское поселение Аксиньинское  |
| 186 | Сафроново            | деревня | ↗74       | городское поселение Малино       |
| 187 | Секирино             | деревня | ↗2        | городское поселение Жилёво       |
| 188 | Семёновское          | село    | ↗2028     | сельское поселение Семёновское   |
| 189 | Сенькино             | деревня | ↗3        | городское поселение Ступино      |
| 190 | Сидорово             | деревня | ↗72       | городское поселение Михнево      |
| 191 | Ситне-Щелканово      | село    | ↗3154     | городское поселение Ступино      |
| 192 | Соколова Пустынь     | деревня | ↘60       | городское поселение Ступино      |
| 193 | Сотниково            | деревня | ↘4        | городское поселение Жилёво       |
| 194 | Сотниково            | село    | ↗42       | городское поселение Малино       |
| 195 | Спасское             | село    | →11       | сельское поселение Леонтьевское  |
| 196 | Старая Кашира        | село    | ↗175      | городское поселение Ступино      |
| 197 | Старая Ситня         | село    | ↗1878     | городское поселение Ступино      |
| 198 | Старое               | деревня | ↗9        | городское поселение Ступино      |
| 199 | Старое               | село    | ↘56       | сельское поселение Аксиньинское  |
| 200 | Старокурово          | деревня | ↗62       | сельское поселение Семёновское   |
| 201 | Ступино              | город   | ↘63 506   | городское поселение Ступино      |
| 202 | Суково               | село    | ↗117      | городское поселение Ступино      |
| 203 | Сумароково           | деревня | ↘7        | сельское поселение Семёновское   |
| 204 | Съяново              | деревня | ↗17       | сельское поселение Семёновское   |
| 205 | Татариново           | село    | ↗1144     | городское поселение Михнево      |
| 206 | Теняково             | деревня | ↘8        | сельское поселение Семёновское   |
| 207 | Тишково              | деревня | ↗40       | городское поселение Ступино      |
| 208 | Толбино              | деревня | ↗17       | сельское поселение Семёновское   |
| 209 | Толочаново           | деревня | ↗8        | городское поселение Михнево      |
| 210 | Торбеево             | деревня | ↘52       | сельское поселение Семёновское   |
| 211 | Троице-Лобаново      | село    | ↘11       | сельское поселение Аксиньинское  |
| 212 | Тростники            | деревня | ↘37       | городское поселение Ступино      |
| 213 | Тутыхино             | деревня | ↗18       | городское поселение Ступино      |
| 214 | Тютьково             | деревня | ↘11       | сельское поселение Аксиньинское  |
| 215 | Уварово              | деревня | →3        | городское поселение Жилёво       |
| 216 | Усады                | посёлок | ↗1866     | городское поселение Михнево      |
| 217 | Утенково             | деревня | ↗7        | сельское поселение Леонтьевское  |
| 218 | Фёдоровское          | село    | ↘35       | сельское поселение Аксиньинское  |
| 219 | Фоминка              | деревня | ↗3        | сельское поселение Леонтьевское  |
| 220 | Фомино               | деревня | ↗1        | городское поселение Малино       |
| 221 | Хатунь               | село    | ↗936      | сельское поселение Семёновское   |
| 222 | Хирино               | деревня | ↗19       | городское поселение Жилёво       |
| 223 | Хомутово             | деревня | ↘0        | сельское поселение Аксиньинское  |
| 224 | Хонятино             | село    | ↘113      | городское поселение Малино       |
| 225 | Хочёма               | деревня | ↗24       | городское поселение Ступино      |
| 226 | Чернышово            | село    | ↘1        | городское поселение Михнево      |
| 227 | Четряково            | деревня | ↘7        | городское поселение Малино       |
| 228 | Чиркино              | деревня | ↗19       | сельское поселение Леонтьевское  |
| 229 | Чирково              | деревня | ↗61       | сельское поселение Семёновское   |
| 230 | Шелково              | деревня | →10       | сельское поселение Семёновское   |
| 231 | Шманаево             | деревня | ↘8        | сельское поселение Леонтьевское  |
| 232 | Шматово              | деревня | →7        | городское поселение Жилёво       |
| 233 | Шугарово             | село    | ↗1683     | городское поселение Жилёво       |
| 234 | Шугарово             | деревня | ↘21       | городское поселение Малино       |
| 235 | Щапово               | деревня | ↗37       | городское поселение Малино       |
| 236 | Щапово               | село    | ↘85       | сельское поселение Аксиньинское  |
| 237 | Щербинино            | деревня | ↘23       | сельское поселение Леонтьевское  |
| 238 | Ярцево               | деревня | ↗2        | сельское поселение Аксиньинское  |

## Общая карта
Легенда карты:
|  | Более 50 000 жителей    |
|  | 10 000 — 20 000 жителей |
|  | 2 000 — 10 000 жителей  |
|  | 1 000 — 2 000 жителей   |
|  | 200 — 1000 жителей      |

## Транспорт

### Железнодорожный транспорт
В черте городского округа проходит железнодорожная магистраль Павелецкого направления Московской железной дороги. Станции и платформы (в порядке по направлению от Москвы): Вельяминово, Привалово, Михнево, Шугарово, платф. 85 км, Жилёво, Ситенка, Ступино, Акри, Белопесоцкий(курсивом — станции в городской черте). Также по району проходит Большое кольцо Московской железной дороги, пересекая Павелецкое направление на станциях Михнево и Жилёво. На кольце дополнительно находятся 12 станций/платформ.

### Автомобильный транспорт
Внутрирайонные пассажирские перевозки осуществляют Ступинское ПАТП и Малинский филиал Ступинского ПАТП (Ступинский филиал ГУП МО «Мострансавто»)

## Достопримечательности
- Свято-Троицкий Белопесоцкий монастырь.
- Церковь Тихвинской иконы Божией Матери в Среднем.
- Покровско-Ильинская церковь в Воскресенках.
- Церковь Казанской иконы Божией Матери в Суково.
- Усадьба и Церковь Успения Пресвятой Богородицы в Алёшково.
- Церковь Покрова Божией Матери в Мышенском.
- Церковь Тихвинской иконы Божией Матери в Авдотьино.
- Церковь Преображения Господня в Верзилово (не закрывалась во времена СССР)
- Церковь Воскресения Христова в Городне (1-й пол. XVI в., колокольня построена в 1896 г. И. Д. Боголеповым)
- Церковь Иоанна Предтечи в Ивановском.
- Знаменская Церковь иконы Божией Матери в Старой Кашире.
- Церковь Рождества Христова в Каменище.
- Церковь Казанской иконы Божией Матери в Киясово.
- Церковь Святой Троицы в Лужниках.
- Церковь Успения Божией Матери в Малино.
- Церковь Воздвижения Креста Господня в Марьинке.
- Церковь Рождества Божией Матери в Мещерино.
- Церковь Преображения Господня в Михнево.
- Церковь Михаила Архангела в Починках.
- Церковь Рождества Божией Матери в Хатуни.
- Церковь Троицы Живоначальной в Щапово (1775; колокольня 1900, архитектор Н. Д. Струков)[36]

## Комментарии
1. ↑  Согласно Постановлению Губернатора МО от 19 мая 2001 года № 146-ПГ Архивная копия от 8 декабря 2015 на Wayback Machine в состав деревни был включён посёлок Красная Заря
2. ↑  Согласно Постановлению Губернатора МО от 19 мая 2001 года № 148-ПГ Архивная копия от 8 декабря 2015 на Wayback Machine в состав рабочего посёлка были включены деревни Марьинка и Харино
3. ↑  Согласно Постановлению Губернатора МО от 19 мая 2001 года № 148-ПГ Архивная копия от 8 декабря 2015 на Wayback Machine в состав рабочего посёлка были включены деревни Екиматово и Михнево, а также посёлок Мехколонны-20; а в 2004 году, согласно Постановлению губернатора Московской области от 09 августа 2004 года № 172-ПГ Архивная копия от 4 марта 2016 на Wayback Machine, — деревня Астафьево.
4. ↑  Согласно Постановлению Губернатора МО от 19 мая 2001 года № 146-ПГ Архивная копия от 8 декабря 2015 на Wayback Machine в состав села была включена деревня Мышенское-2
5. ↑  До 2003 года назывался посёлок станции Яганово, переименован согласно Постановлению Мособлдумы от 09.07.2003 № 22/64-П Архивная копия от 4 марта 2016 на Wayback Machine.
6. ↑  Согласно Постановлению Губернатора МО от 10 января 2002 года № 5-ПГ Архивная копия от 5 октября 2013 на Wayback Machine в состав города Ступино был включён посёлок отделения совхоза «Образцово» и деревни Большое Образцово и Малое Образцово; а согласно Постановлению Губернатора МО от 15 марта 2004 года № 33-ПГ Архивная копия от 5 октября 2013 на Wayback Machine — посёлок городского типа Приокск.
7. ↑  Согласно Постановлению Губернатора МО от 19 мая 2001 года № 146-ПГ Архивная копия от 8 декабря 2015 на Wayback Machine в состав деревни был включён посёлок отделения совхоза «Хонятино»